# Тучков Григорій Іванович
Григорій Іванович Тучков (рос. Григорий Иванович Тучков; нар. 12 березня 1913, Таганрог, Область Війська Донського, Російська імперія — пом. 28 березня 1974, Москва, СРСР) — радянський футболіст, захисник. Майстер спорту. Після завершення кар'єри футболіста тренер-універсал Спортивного товариства Червоної Армії.

## Кар'єра футболіста

### Довоєнний період
Вихованець дворового футболу, захоплювався також іншими видами спорту. Добре виступав в десятиборстві та бігу, де був призером всесоюзних змагань. Вступив у московський Інститут фізкультури, де грав за інститутську команду «Інфізкульт» в 1932-1936 роках. Потім виступав за «Спартак» (Москва) в 1937-1941 роках. У складі «Спартака» дворазовий чемпіон СРСР і дворазовий володар Кубку СРСР.

### Військовий період
Під час війни, регулярний чемпіонат СРСР не проводився. Проводилися лише окремі турніри, коли це дозволяла військова обстановка. Григорій Тучков брав участі в таких турнірах у складі команд «Зеніт» (Москва) і «Спартак» (Москва). Також був старшим тренером-методистом Спортивного товариства «Спартак» в 1942 році. За довоєнний і воєнний період зіграв за «Спартак» 83 матчі, 71 з них у регулярному чемпіонаті, відзначився 2 голами.

### Післявоєнний період
Після війни Григорій Тучков потрапив у клуб МВО, щойно сформовану футбольну команду Московського військового округу, яка виступала у другій групі (класу «Б») першості СРСР. Але вже по ходу першого післявоєнного чемпіонату 1945 року перейшов в команду ЦБЧА, яка виступала в першій групі. За ЦБЧА (1945-1946) зіграв 15 матчів — 10 у чемпіонаті та 5 у Кубку. У 1946 році, коли ЦБЧА став чемпіоном СРСР, Тучков зіграв 3 матчі в чемпіонаті. Однак, немає відомостей, чи було Тучкову присвоєно звання чемпіона СРСР втретє.

## Кар'єра тренера

### Футбольні клуби
- У 1947 року — граючий тренер футбольної збірної Групи Радянських військ у Німеччині (ГРВГ).
- У 1948-1949 та 1957-1958 роках — головний тренер СКА (Хабаровськ)¹.
- 1950 рік — головний тренер СКА (Львів)¹.
- У 1951-1953 роках — головний тренер СКА (Ташкент)¹.
- У 1964-1965 роках — головний тренер «Полісся» (Житомир).

¹ на той час офіційні назви з абревіатурою БО (Будинок Офіцерів) або ОБО (Окружний Будинок Офіцерів), замість СКА (Спортивний Клуб Армії).

### Інші види спорту
- У 1954-1956 та 1959-1963 — інструктор ватерпольного клубу ЦСК ВМФ.
- У 1963-1973 — старший тренер регбійної команди «Філі» (Москва), яка стала під його початком чемпіоном і володарем Кубку СРСР[2].

## Досягнення

### Футбол (як гравець московського«Спартака»)
- Чемпіонат СРСР
  -  Чемпіон (2): 1938, 1939
  -  Срібний призер (1): 1937
  -  Бронзовий призер (1): 1940

- Кубок СРСР
  -  Володар (2): 1938, 1939

### Регбі (як тренер клубу «Філі»)
- Чемпіонат СРСР
  -  Чемпіон (3): 1970, 1972, 1973
  -  Срібний призер (1): 1969